# 上田市立神科小学校
上田市立神科小学校（うえだしりつ かみしなしょうがっこう）は、長野県上田市にある公立小学校。旧・上田市地区の小県郡神科村地区全域を学区としている。

## 概要・歴史
上田市立神科小学校は、1923年発行の『小県郡史』によると小県郡伊勢山・金剛寺2村を学区とする「成逢学校」として開校したのをルーツとしているが、上田市が1999年に発行した『上田市誌』では、小県郡伊勢山・金剛寺・長島・大久保4村を学区とする「愛日学校」として開校したのが起源であるとされる。しかし後に小県郡神科村の村域となる地区には「明誠学校」（同郡新屋・野竹2村）、「進信学校」（同郡笹井・岩門2村）が開校しているが一部を「愛日学校」に分離し合併し「求新学校」と改称（1875年）した後、上田市立神川小学校の前身である「啓明学校」に合併（1876年）されているのでここでは「成逢学校」を起点とする事にした。
1872年、学制頒布の翌年小県郡伊勢山・金剛寺2村を学区とする「成逢学校」として開校。まもなく学区が長島・大久保2村に拡大し「愛日学校」と改称。1874年には小県郡伊勢山村のみが分離し「伊勢山学校」が開校するが1年で復帰し学区が新屋村にも拡大。1886年には「修道学校」の学区だった野竹村、「啓明学校」の学区だった笹井村、「古府学校」の学区だった岩門村、「松平学校」の学区だった染屋村にも拡大し「上野学校」と改称した。そして「上野学校」の学区だった地域と小県郡上田町の一部だった小県郡山口村が合併して小県郡神科村が発足。「上田学校」の学区だった旧山口村も学区に加え小県郡神科村立上野尋常小学校と改称。同校の正式開校年は「上野学校」開校の年といえよう。
1895年に高等科が分置されたのを機に村立神科尋常高等小学校と改称。1941年に国民学校令発布により村立神科国民学校と改称し終戦。1947年に学制改革により村立神科小学校と改称し同時に併設で神科中学校が開校した（以降、神科小中学校）。
1957年に小県郡神科村は上田市に編入合併。これにより上田市立神科小中学校と改称。1961年に併設していた神科中学校がこの年統合開校した上田市立第五中学校の神科分校（正式な廃止は2年後）となったため小学校単独に戻った。
学校の学区である山口地方は戦前は地大根が栽培されていて、現在はりんごの産地として知られている。地大根は2005年頃から「山口大根」の名で復活栽培が始められている。

## 略年表
- 1873年 - 小県郡伊勢山・金剛寺2村を学区とする「成逢学校」として開校。まもなく同郡長島・大久保2村に拡大し「愛日学校」と改称。
- 1874年 - 伊勢山村が独立。「伊勢山学校」開校。
- 1875年 - 「伊勢山学校」を吸収合併。同時に「明誠学校」から分離した同郡新屋村を学区に加える。
- 1886年 - 「修道学校」から分離した同郡野竹村、「啓明学校」から分離した笹井村、「古府学校」から分離した岩門村、「松平学校」から分離した染屋村を学区に加えのちの小県郡神科村の9割5分を学区とする「上野学校」発足。
- 1889年 - 9村と小県郡上田町から分離した旧小県郡山口村が合併し小県郡神科村発足。「上田学校」の学区だった旧山口村を学区に加えた小県郡神科村立上野尋常小学校発足。
- 1895年 - 小県郡立高等小学校の廃止による高等科の分値を機に村立神科尋常高等小学校と改称。
- 1941年 - 「国民学校令」発布により村立神科国民学校と改称。
- 1947年 - 学制改革の第1弾6・3制の実施により村立神科小学校と改称。同時に併設で神科中学校開校。
- 1957年 - 小県郡神科村が上田市に合併。上田市立神科小中学校と改称。
- 1961年 - 併設していた神科中学校が豊殿中学校との統合により開校した上田市立第五中学校の神科分校となる。
- 1963年 - 上田市立第五中学校の所在地統一により神科分校廃止。小学校単独となる。

## 学校所在地
- 〒386-0002　長野県上田市住吉386番地1番